# Campionato europeo di pallanuoto 2016 (maschile)
Il campionato europeo di pallanuoto 2016 è stata la 32ª edizione del torneo; si è giocata a Belgrado nella Kombank Arena dal 10 al 23 gennaio 2016.
Il torneo è stato vinto dalla Serbia, che ha ottenuto il terzo titolo consecutivo, il quarto della sua storia (settimo, se si considerano i titoli vinti dalla Serbia e Montenegro e dalla Jugoslavia).

## Formula
Per la prima volta al torneo parteciperanno 16 nazionali invece che 12. Le 16 nazionali sono state divise in quattro gironi da quattro, i cui risultati servivano a determinare il tabellone degli ottavi di finale a cui partecipavano tutte le squadre. Sono stati disputati anche gli incontri necessari a stilare la classifica finale, determinanti per la qualificazione diretta al campionato successivo.

## Squadre partecipanti
Sono state ammesse di diritto alla fase finale le seguenti nazionali:
- Serbia, paese ospitante
- Ungheria, 2ª classificata all'Europeo 2014
- Italia, 3ª classificata all'Europeo 2014
- Montenegro, 4ª classificata all'Europeo 2014
- Croazia, 5ª classificata all'Europeo 2014
- Grecia, 6ª classificata all'Europeo 2014
- Spagna, 7ª classificata all'Europeo 2014
- Romania, 8ª classificata all'Europeo 2014

Gli altri otto posti disponibili sono stati assegnati tramite le qualificazioni.

- Francia
- Georgia
- Germania
- Malta
- Paesi Bassi
- Russia
- Slovacchia
- Turchia

## Sorteggio
Il sorteggio dei gruppi si è tenuto il 4 ottobre 2015.

### Gruppi
| Gruppo A                                 | Gruppo B                     | Gruppo C                        | Gruppo D                       |
| ---------------------------------------- | ---------------------------- | ------------------------------- | ------------------------------ |
| Montenegro Spagna Paesi Bassi Slovacchia | Serbia Croazia Francia Malta | Italia Romania Germania Georgia | Ungheria Grecia Russia Turchia |

## Fase preliminare

### Gruppo A
| Pos. | Squadra     | Pt | G | V | N | P | GF | GS | DR  |
| ---- | ----------- | -- | - | - | - | - | -- | -- | --- |
| 1.   | Spagna      | 7  | 3 | 2 | 1 | 0 | 36 | 16 | +20 |
| 2.   | Montenegro  | 7  | 3 | 2 | 1 | 0 | 36 | 20 | +16 |
| 3.   | Paesi Bassi | 3  | 3 | 1 | 0 | 2 | 16 | 33 | -17 |
| 4.   | Slovacchia  | 0  | 3 | 0 | 0 | 3 | 15 | 34 | -19 |

| Data     | Ora   | Gara       | Gara   | Gara        |
| -------- | ----- | ---------- | ------ | ----------- |
| 10-01-16 | 9:30  | Spagna     | 13 - 4 | Slovacchia  |
| 10-01-16 | 18:15 | Montenegro | 13 - 6 | Paesi Bassi |
| 12-01-16 | 9:30  | Slovacchia | 5 - 6  | Paesi Bassi |
| 12-01-16 | 18:45 | Montenegro | 8 - 8  | Spagna      |
| 14-01-16 | 16:45 | Spagna     | 15 - 4 | Paesi Bassi |
| 14-01-16 | 18:45 | Montenegro | 15 - 6 | Slovacchia  |

### Gruppo B
| Pos. | Squadra | Pt | G | V | N | P | GF | GS | DR  |
| ---- | ------- | -- | - | - | - | - | -- | -- | --- |
| 1.   | Serbia  | 9  | 3 | 3 | 0 | 0 | 49 | 16 | +33 |
| 2.   | Croazia | 6  | 3 | 2 | 0 | 1 | 48 | 20 | +28 |
| 3.   | Francia | 3  | 3 | 1 | 0 | 2 | 30 | 43 | -13 |
| 4.   | Malta   | 0  | 3 | 0 | 0 | 3 | 11 | 59 | -48 |

| Data     | Ora   | Gara    | Gara   | Gara    |
| -------- | ----- | ------- | ------ | ------- |
| 10-01-16 | 16:45 | Francia | 17 - 7 | Malta   |
| 10-01-16 | 20:30 | Croazia | 6 - 13 | Serbia  |
| 12-01-16 | 17:15 | Francia | 5 - 20 | Croazia |
| 12-01-16 | 20:15 | Serbia  | 20 - 2 | Malta   |
| 14-01-16 | 9:30  | Croazia | 22 - 2 | Malta   |
| 14-01-16 | 20:15 | Francia | 8 - 16 | Serbia  |

### Gruppo C
| Pos. | Squadra  | Pt | G | V | N | P | GF | GS | DR  |
| ---- | -------- | -- | - | - | - | - | -- | -- | --- |
| 1.   | Italia   | 9  | 3 | 3 | 0 | 0 | 48 | 11 | +37 |
| 2.   | Romania  | 6  | 3 | 2 | 0 | 1 | 31 | 30 | +1  |
| 3.   | Germania | 3  | 3 | 1 | 0 | 2 | 29 | 39 | -10 |
| 4.   | Georgia  | 0  | 3 | 0 | 0 | 3 | 16 | 44 | -28 |

| Data     | Ora   | Gara     | Gara    | Gara    |
| -------- | ----- | -------- | ------- | ------- |
| 11-01-16 | 9:30  | Georgia  | 6 - 12  | Romania |
| 11-01-16 | 18:45 | Germania | 5 - 16  | Italia  |
| 13-01-16 | 9:30  | Germania | 11 - 9  | Georgia |
| 13-01-16 | 18:45 | Romania  | 5 - 11  | Italia  |
| 15-01-16 | 17:15 | Georgia  | 1 - 21  | Italia  |
| 15-01-16 | 18:45 | Germania | 13 - 14 | Romania |

### Gruppo D
| Pos. | Squadra  | Pt | G | V | N | P | GF | GS | DR  |
| ---- | -------- | -- | - | - | - | - | -- | -- | --- |
| 1.   | Ungheria | 7  | 3 | 2 | 1 | 0 | 40 | 19 | +21 |
| 2.   | Russia   | 6  | 3 | 2 | 0 | 1 | 32 | 28 | +4  |
| 3.   | Grecia   | 4  | 3 | 1 | 1 | 1 | 37 | 23 | +14 |
| 4.   | Turchia  | 0  | 3 | 0 | 0 | 3 | 19 | 58 | -39 |

| Data     | Ora   | Gara     | Gara   | Gara    |
| -------- | ----- | -------- | ------ | ------- |
| 11-01-16 | 15:45 | Russia   | 17 - 8 | Turchia |
| 11-01-16 | 20:15 | Ungheria | 8 - 8  | Grecia  |
| 13-01-16 | 15:45 | Turchia  | 6 - 21 | Grecia  |
| 13-01-16 | 20:15 | Ungheria | 12 - 6 | Russia  |
| 15-01-16 | 9:30  | Ungheria | 20 - 5 | Turchia |
| 15-01-16 | 20:15 | Russia   | 9 - 8  | Grecia  |

## Fase finale

### Tabellone principale
|  | Ottavi di finale        | Ottavi di finale        |                         |    | Quarti di finale          | Quarti di finale          |                         |                         | Semifinali | Semifinali |  |  | Finale | Finale |
|  |                         |                         |                         |    |                           |                           |                         |                         |            |            |  |  |        |        |
|  | 16 gennaio 2016 - 09:30 |                         |                         |    |                           |                           |                         |                         |            |            |  |  |        |        |
|  |                         |                         |                         |    |                           |                           |                         |                         |            |            |  |  |        |        |
|  | A1 Spagna               | 14                      |                         |    |                           |                           |                         |                         |            |            |  |  |        |        |
|  | A1 Spagna               | 14                      | 18 gennaio 2016 - 18:45 |    |                           |                           |                         |                         |            |            |  |  |        |        |
|  | B4 Malta                | 3                       |                         |    |                           |                           |                         |                         |            |            |  |  |        |        |
|  | B4 Malta                | 3                       | Spagna                  | 2  |                           |                           |                         |                         |            |            |  |  |        |        |
|  | 17 gennaio 2016 - 18:45 |                         | Spagna                  | 2  |                           |                           |                         |                         |            |            |  |  |        |        |
|  |                         | Grecia                  | 6                       |    |                           |                           |                         |                         |            |            |  |  |        |        |
|  | C2 Romania              | Grecia                  | 6                       | 9  |                           |                           |                         |                         |            |            |  |  |        |        |
|  | C2 Romania              |                         | 20 gennaio 2016 - 20:15 | 9  |                           |                           |                         |                         |            |            |  |  |        |        |
|  | D3 Grecia               | 15                      |                         |    |                           |                           |                         |                         |            |            |  |  |        |        |
|  | D3 Grecia               | 15                      | Grecia                  | 7  |                           |                           |                         |                         |            |            |  |  |        |        |
|  | 16 gennaio 2016 - 18:45 |                         | Grecia                  | 7  |                           |                           |                         |                         |            |            |  |  |        |        |
|  |                         | Serbia                  | 13                      |    |                           |                           |                         |                         |            |            |  |  |        |        |
|  | B1 Serbia               | Serbia                  | 13                      | 10 |                           |                           |                         |                         |            |            |  |  |        |        |
|  | B1 Serbia               | 18 gennaio 2016 - 20:15 |                         | 10 |                           |                           |                         |                         |            |            |  |  |        |        |
|  | A4 Slovacchia           | 5                       |                         |    |                           |                           |                         |                         |            |            |  |  |        |        |
|  | A4 Slovacchia           | 5                       | Serbia                  | 15 |                           |                           |                         |                         |            |            |  |  |        |        |
|  | 17 gennaio 2016 - 20:15 |                         | Serbia                  | 15 |                           |                           |                         |                         |            |            |  |  |        |        |
|  |                         | Russia                  | 5                       |    |                           |                           |                         |                         |            |            |  |  |        |        |
|  | D2 Russia               | Russia                  | 5                       | 9  |                           |                           |                         |                         |            |            |  |  |        |        |
|  | D2 Russia               |                         | 23 gennaio 2016 - 17:45 | 9  |                           |                           |                         |                         |            |            |  |  |        |        |
|  | C3 Germania             | 6                       |                         |    |                           |                           |                         |                         |            |            |  |  |        |        |
|  | C3 Germania             | 6                       | Serbia                  | 10 |                           |                           |                         |                         |            |            |  |  |        |        |
|  | 17 gennaio 2016 - 09:30 |                         | Serbia                  | 10 |                           |                           |                         |                         |            |            |  |  |        |        |
|  |                         | Montenegro              | 8                       |    |                           |                           |                         |                         |            |            |  |  |        |        |
|  | C1 Italia               | Montenegro              | 8                       | 16 |                           |                           |                         |                         |            |            |  |  |        |        |
|  | C1 Italia               | 19 gennaio 2016 - 18:45 |                         | 16 |                           |                           |                         |                         |            |            |  |  |        |        |
|  | D4 Turchia              | 2                       |                         |    |                           |                           |                         |                         |            |            |  |  |        |        |
|  | D4 Turchia              | 2                       | Italia                  | 7  |                           |                           |                         |                         |            |            |  |  |        |        |
|  | 16 gennaio 2016 - 17:15 |                         | Italia                  | 7  |                           |                           |                         |                         |            |            |  |  |        |        |
|  |                         | Montenegro              | 10                      |    |                           |                           |                         |                         |            |            |  |  |        |        |
|  | A2 Montenegro           | Montenegro              | 10                      | 11 |                           |                           |                         |                         |            |            |  |  |        |        |
|  | A2 Montenegro           |                         | 21 gennaio 2016 - 20:15 | 11 |                           |                           |                         |                         |            |            |  |  |        |        |
|  | B3 Francia              | 6                       |                         |    |                           |                           |                         |                         |            |            |  |  |        |        |
|  | B3 Francia              | 6                       | Montenegro              | 8  |                           |                           |                         |                         |            |            |  |  |        |        |
|  | 17 gennaio 2016 - 17:15 |                         | Montenegro              | 8  |                           |                           |                         |                         |            |            |  |  |        |        |
|  |                         | Ungheria                | 5                       |    | Finale per il terzo posto | Finale per il terzo posto |                         |                         |            |            |  |  |        |        |
|  | D1 Ungheria             | Ungheria                | 5                       | 14 | Finale per il terzo posto | Finale per il terzo posto |                         |                         |            |            |  |  |        |        |
|  | D1 Ungheria             | 19 gennaio 2016 - 20:15 | 19 gennaio 2016 - 20:15 | 14 |                           |                           | 23 gennaio 2016 - 16:15 | 23 gennaio 2016 - 16:15 |            |            |  |  |        |        |
|  | C4 Georgia              | 19 gennaio 2016 - 20:15 | 19 gennaio 2016 - 20:15 | 3  |                           |                           | 23 gennaio 2016 - 16:15 | 23 gennaio 2016 - 16:15 |            |            |  |  |        |        |
|  | C4 Georgia              | Ungheria                | 8                       | 3  | Grecia                    | 10                        |                         |                         |            |            |  |  |        |        |
|  | 16 gennaio 2016 - 20:15 | Ungheria                | 8                       |    | Grecia                    | 10                        |                         |                         |            |            |  |  |        |        |
|  |                         | Croazia                 | 5                       |    | Ungheria                  | 13                        |                         |                         |            |            |  |  |        |        |
|  | B2 Croazia              | Croazia                 | 5                       | 16 | Ungheria                  | 13                        |                         |                         |            |            |  |  |        |        |
|  | B2 Croazia              |                         |                         | 16 |                           |                           |                         |                         |            |            |  |  |        |        |
|  | A3 Paesi Bassi          | 9                       |                         |    |                           |                           |                         |                         |            |            |  |  |        |        |
|  | A3 Paesi Bassi          | 9                       |                         |    |                           |                           |                         |                         |            |            |  |  |        |        |

### Tabellone 5º-8º posto
|  | 5º-8º posto | 5º-8º posto | 5º-8º posto |        |        | Incontro per il quinto posto  | Incontro per il quinto posto  | Incontro per il quinto posto  |  |
|  |             |             |             |        |        |                               |                               |                               |  |
|  | Spagna      | Spagna      | 10          |        |        |                               |                               |                               |  |
|  | Spagna      | Spagna      | 10          |        |        |                               |                               |                               |  |
|  | Russia      | Russia      | 9           |        |        |                               |                               |                               |  |
|  | Russia      | Russia      | 9           |        | Spagna | Spagna                        | 8                             |                               |  |
|  |             |             |             |        | Spagna | Spagna                        | 8                             |                               |  |
|  |             |             | Italia      | Italia | 7      |                               |                               |                               |  |
|  | Italia      | Italia      | Italia      | Italia | 7      | 8                             |                               |                               |  |
|  | Italia      | Italia      |             |        |        | 8                             |                               |                               |  |
|  | Croazia     | Croazia     | 6           |        |        | Incontro per il settimo posto | Incontro per il settimo posto | Incontro per il settimo posto |  |
|  | Croazia     | Croazia     | 6           |        |        |                               |                               |                               |  |
|  |             |             |             |        |        |                               |                               |                               |  |
|  |             |             |             |        |        | Russia                        | Russia                        | 5                             |  |
|  |             |             |             |        |        | Russia                        | Russia                        | 5                             |  |
|  |             |             |             |        |        | Croazia                       | Croazia                       | 13                            |  |

### Tabellone 9º-16º posto
|  | 9º-16º posto            | 9º-16º posto            |                         |             | 9º-12º posto                    | 9º-12º posto                    |  |  | Incontro per il nono posto | Incontro per il nono posto |
|  |                         |                         |                         |             |                                 |                                 |  |  |                            |                            |
|  | 18 gennaio 2016 - 9:30  |                         |                         |             |                                 |                                 |  |  |                            |                            |
|  |                         |                         |                         |             |                                 |                                 |  |  |                            |                            |
|  | Malta                   | 7                       |                         |             |                                 |                                 |  |  |                            |                            |
|  | Malta                   | 7                       | 20 gennaio 2016 - 10:30 |             |                                 |                                 |  |  |                            |                            |
|  | Romania                 | 12                      |                         |             |                                 |                                 |  |  |                            |                            |
|  | Romania                 | 12                      | Romania                 | 14          |                                 |                                 |  |  |                            |                            |
|  | 18 gennaio 2016 - 11:00 |                         | Romania                 | 14          |                                 |                                 |  |  |                            |                            |
|  |                         | Germania                | 13                      |             |                                 |                                 |  |  |                            |                            |
|  | Slovacchia              | Germania                | 13                      | 15          |                                 |                                 |  |  |                            |                            |
|  | Slovacchia              |                         | 23 gennaio 2016 - 10:30 | 15          |                                 |                                 |  |  |                            |                            |
|  | Germania                | 16                      |                         |             |                                 |                                 |  |  |                            |                            |
|  | Germania                | 16                      | Romania                 | 6           |                                 |                                 |  |  |                            |                            |
|  | 19 gennaio 2016 - 9:30  |                         | Romania                 | 6           |                                 |                                 |  |  |                            |                            |
|  |                         | Francia                 | 12                      |             |                                 |                                 |  |  |                            |                            |
|  | Turchia                 | Francia                 | 12                      | 9           |                                 |                                 |  |  |                            |                            |
|  | Turchia                 | 21 gennaio 2016 - 10:30 |                         | 9           |                                 |                                 |  |  |                            |                            |
|  | Francia                 | 14                      |                         |             |                                 |                                 |  |  |                            |                            |
|  | Francia                 | 14                      | Francia                 | 11          | Incontro per l'undicesimo posto | Incontro per l'undicesimo posto |  |  |                            |                            |
|  | 19 gennaio 2016 - 11:00 |                         | Francia                 | 11          | Incontro per l'undicesimo posto | Incontro per l'undicesimo posto |  |  |                            |                            |
|  |                         | Paesi Bassi             | 8                       |             |                                 |                                 |  |  |                            |                            |
|  | Georgia                 | Paesi Bassi             | 8                       | 15          | Germania                        | 9                               |  |  |                            |                            |
|  | Georgia                 |                         |                         | 15          | Germania                        | 9                               |  |  |                            |                            |
|  | Paesi Bassi             | 16                      |                         | Paesi Bassi | 7                               |                                 |  |  |                            |                            |
|  | Paesi Bassi             | 16                      |                         |             | 7                               |                                 |  |  |                            |                            |
|  |                         |                         |                         |             |                                 |                                 |  |  | 23 gennaio 2016 - 9:00     |                            |
|  |                         |                         |                         |             |                                 |                                 |  |  |                            |                            |

|  | 13º-16º posto | 13º-16º posto | 13º-16º posto |         |            | Incontro per il tredicesimo posto  | Incontro per il tredicesimo posto  | Incontro per il tredicesimo posto  |  |
|  |               |               |               |         |            |                                    |                                    |                                    |  |
|  | Malta         | Malta         | 9             |         |            |                                    |                                    |                                    |  |
|  | Malta         | Malta         | 9             |         |            |                                    |                                    |                                    |  |
|  | Slovacchia    | Slovacchia    | 17            |         |            |                                    |                                    |                                    |  |
|  | Slovacchia    | Slovacchia    | 17            |         | Slovacchia | Slovacchia                         | 10                                 |                                    |  |
|  |               |               |               |         | Slovacchia | Slovacchia                         | 10                                 |                                    |  |
|  |               |               | Georgia       | Georgia | 9          |                                    |                                    |                                    |  |
|  | Turchia       | Turchia       | Georgia       | Georgia | 9          | 11                                 |                                    |                                    |  |
|  | Turchia       | Turchia       |               |         |            | 11                                 |                                    |                                    |  |
|  | Georgia       | Georgia       | 12            |         |            | Incontro per il quindicesimo posto | Incontro per il quindicesimo posto | Incontro per il quindicesimo posto |  |
|  | Georgia       | Georgia       | 12            |         |            |                                    |                                    |                                    |  |
|  |               |               |               |         |            |                                    |                                    |                                    |  |
|  |               |               |               |         |            | Malta                              | Malta                              | 14                                 |  |
|  |               |               |               |         |            | Malta                              | Malta                              | 14                                 |  |
|  |               |               |               |         |            | Turchia                            | Turchia                            | 13                                 |  |

## Classifica finale
| Pos. | Squadra     | Qualificazione              |
| ---- | ----------- | --------------------------- |
|      | Serbia      |                             |
|      | Montenegro  | Giochi della XXXI Olimpiade |
|      | Ungheria    | Preolimpico mondiale        |
| 4    | Grecia      |                             |
| 5    | Spagna      | Preolimpico mondiale        |
| 6    | Italia      | Preolimpico mondiale        |
| 7    | Croazia     |                             |
| 8    | Russia      | Preolimpico mondiale        |
| 9    | Francia     | Preolimpico mondiale        |
| 10   | Romania     | Preolimpico mondiale        |
| 11   | Germania    | Preolimpico mondiale        |
| 12   | Paesi Bassi | Preolimpico mondiale        |
| 13   | Slovacchia  | Preolimpico mondiale        |
| 14   | Georgia     |                             |
| 15   | Malta       |                             |
| 16   | Turchia     |                             |

## Classifica marcatori
|  | Gol | Marcatore            | Squadra    |
|  | --- | -------------------- | ---------- |
|  | 21  | Steven Camilleri     | Malta      |
|  | 19  | Konstantin Stepanjuk | Ungheria   |
|  | 18  | Andrija Prlainović   | Serbia     |
|  | 17  | Giannīs Fountoulīs   | Grecia     |
|  | 17  | Tiberiu Negrean      | Romania    |
|  | 16  | Aleksandar Radović   | Montenegro |
|  | 15  | Sandro Sukno         | Croazia    |
|  | 15  | Cosmin Radu          | Romania    |
|  | 14  | Ugo Crousillat       | Francia    |
|  | 14  | Mehdi Marzouki       | Francia    |
|  | 14  | Martin Faměra        | Slovacchia |
|  | 14  | Albert Español       | Spagna     |
|  | 14  | Guillermo Molina     | Spagna     |